# Джордж Арлісс
Аугустус Джордж Ендрюс (англ. Augustus George Andrews, 10 квітня 1868 — 5 лютого 1946) — британський актор, сценарист, режисер та драматург, досяг найбільшого успіху в США. Перший британський актор, який отримав премію «Оскар».

## Фільмографія
- 1929 — Дізраелі / Disraeli
- 1930 — Зелена богиня / Green Goddess
- 1932 — Людина, яка грала бога / The Man Who Played God
- 1934 — Династія Ротшильдів / The House of Rothschild
- 1935 — Кардинал Рішельє / Cardinal Richelieu

## Вшанування пам'яті
Його ім'я вибите на Алеї Слави у Голлівуді.